# Achaemenes pauliani
Achaemenes pauliani är en insektsart som beskrevs av Victor Lallemand och Synave 1952. Achaemenes pauliani ingår i släktet Achaemenes och familjen kilstritar. Inga underarter finns listade i Catalogue of Life.